# Plantago pentasperma
Plantago pentasperma är en grobladsväxtart som beskrevs av William Botting Hemsley. Plantago pentasperma ingår i släktet kämpar, och familjen grobladsväxter. Inga underarter finns listade i Catalogue of Life.